# Ah ! Si vous connaissiez ma poule
Ah ! Si vous connaissiez ma poule est une chanson rendue populaire par Maurice Chevalier en 1938,.

## Développement et composition
Les paroles de la chanson sont de Albert Willemetz et de René Toché, la musique a été composée par Charles Borel-Clerc.

## Texte et musique
Tout le texte de la chanson « est bâti sur des noms et sur des références » :

« Ah! si vous connaissiez ma poule,
vous en perdriez tous la boule !
Marlène et Darrieux
n'arrivent qu'en deux.
La Greta Garbo
peut même retirer son chapeau ! »

Jérôme Pintoux raconte dans sa série de livres Camion blanc :

« Les paroles étaient assez osées pour l'époque : « Ses petits seins pervers / Qui pointent au travers / De son pullover / Vous mettent la tête à l'envers ! » La jeune fille n'est pas riche mais sa beauté est évidente : « Bien qu'elle s'habille au Prisunic / Pas une ne saurait la dégoter, / Elle dame le pion, elle fait la nique / Aux plus fameuses reines de beauté (...) Sans diams et sans clips elle vous éclipse / Toutes les stars les plus réputées. » Et, en plus, elle a une sacrée personnalité : « Marguerite de Bourgogne auprès d'elle n'avait que nib comme tempérament. » En véritable hâbleur, le narrateur se vante de ses exploits sexuels : « Ça vous explique les secousses sismiques dont les journaux parlaient récemment (...) Ses baisers profonds / Vous font sauter jusqu'au plafond. » On dirait presque du Tex Avery. « On l'entend jusqu'au fond de Passy crier Chéri ! ». Quel tempérament ! »

## Anecdote
En 1962, Maurice Chevalier chante un extrait de la chanson devant Albert Willemetz en étant accompagné au piano par Henri Betti dans le documentaire Dans la Vie faut pas s'en Faire de Georges Folgoas.
Dans la même séquence, il chante également un extrait de deux autres chansons écrites par Albert Willemetz : Valentine et Dans la vie faut pas s'en faire (musiques d'Henri Christiné).